# Machaerium nyctitans
Machaerium nyctitans är en ärtväxtart som först beskrevs av Vell., och fick sitt nu gällande namn av George Bentham. Machaerium nyctitans ingår i släktet Machaerium och familjen ärtväxter.

## Underarter
Arten delas in i följande underarter:
- M. n. gardneri
- M. n. nyctitans